# Senilítics
Senilítics (en anglès senolytics) són medicaments que indueixen selectivament la mort de les cèl·lules senils, que són aquelles que han perdut la capacitat de dividir-se, s'acumulen en els cossos d'edat avançada, i acceleren el procés d'envelliment.
L'eliminació de les cèl·lules senils incrementa el temps que els ratolins estan lliures de malalties (el temps de vida saludable).
Les cèl·lules senils s'assemblen a les cèl·lules canceroses en el fet que incrementen l'expressió de les anomenades xarxes de supervivència, que els ajuden a resistir l'apoptosi (mort programada de la cèl·lula).
En els ratolins, s'ha aconseguit maximitzar aquest efecte amb una combinació de dos compostos:
Dasatinibés un medicament contra el càncer que elimina els progenitors dels adipòcits.
Quercetinaés un compost natural que actua com a antihistamínic i antiinflamatori, i que elimina les cèl·lules humanes senils de l'Endoteli i en els ratolins les senils del moll de l'òs (Medul·la òssia).